# Sasha Grant
Sasha Mattias Grant (* 15. Februar 2002 in Cagliari) ist ein italienischer Basketballspieler.

## Laufbahn
Grants Mutter ist eine frühere italienische Basketballspielerin aus Dolianova, sein Vater ist ein Brite jamaikanischer Abstammung. Er spielte bei Jolly Dolianova, Esperia Cagliari und Pallacanestro Reggiana, ehe er in der Sommerpause 2017 zum FC Bayern München nach Deutschland wechselte. Nachdem Grant zunächst in Bayerns zweiter Herrenmannschaft in der 2. Bundesliga ProB sowie in der Jugend (er gewann mit dem FCB 2019 die deutsche U19-Meisterschaft) Erfahrung sammelte und insbesondere im Spieljahr 2019/20 große Fortschritte nachwies, wurde er im Oktober 2019 im Alter von 17 Jahren erstmals in der Basketball-Bundesliga eingesetzt. In der Sommerpause 2021 wechselte Grant leihweise zum italienischen Zweitligisten Scaligera Basket Verona. Er gewann mit Verona im Juni 2022 den Meistertitel in der Spielklasse Serie A2.
Zur Saison 2022/23 wurde Grant vom FC Bayern an den Bundesliga-Konkurrenten Medi Bayreuth verliehen.
Im Sommer 2023 wechselte er zurück nach Italien und spielt für den Verein Pallacanestro Reggiana, für den er schon während seiner Jugendzeit gespielt hatte. Im Sommer 2025 schloss er sich Vanoli Basket Cremona an.